# Judite, Duquesa da Baviera
Judite da Baviera (Baviera, 915 ou 925 – c. 974) foi uma nobre alemã. Ela foi duquesa consorte da Baviera como esposa de Henrique I. Após a morte do marido, agiu como regente em nome do filho, Henrique II, de 955 a 972. Era a avó paterna do imperador Henrique II do Sacro Império Romano-Germânico.

## Família
Judite era a filha de Arnulfo, Duque da Baviera e de Judite de Sülichgau.
Os seus avós paternos eram Leopoldo, Duque da Baviera e Marquês da Caríntia e Cunegundes da Suábia. Os seus avós maternos eram Everardo, Conde de Sülichgau e Gisela de Verona.
Ele teve vários irmãos, entre eles: o duque Eberardo da Baviera; Arnulfo II, conde Palatino da Baviera; o conde Bertoldo de Schweinfurt; Adelaide, esposa de Burcardo, Marquês da Áustria, etc.

## Biografia
No Reino da Germânia emergente, o pai de Judite, Arnulfo, tentou manter a autonomia do seu ducado raiz, e, por isso, entrou em vários conflitos como rei Conrado I, assim como com o seu sucessor, Henrique I. Segundo os Annales iuvavenses, Arnulfo se declarou anti-rei após a morte de Conrado I, em 918, embora tenha se reconciliado com Henrique I três anos depois.
O irmão mais velho de Judite, Eberardo, sucedeu ao pai como duque em 937, e também se envolveu numa disputa com o filho de Henrique, o futuro imperador Otão I do Sacro Império Romano-Germânico. Em 938, o rei fez campanha militar pelas terras da Baviera, depôs Eberardo, e deu o ducado para o tio dele, Bertoldo. Embora Bertoldo tenha permanecido um leal apoiador da Dinastia otoniana, ele não foi capaz de garantir a Baviera para o filho mais novo, Henrique III. Otão I tinha planos para criar um laço com a Dinastia Leopoldina, e instalar o próprio irmão, Henrique I, como duque.
Um pouco antes da morte do pai, Judite ficou noiva de Henrique I, dessa forma, legitimando as reivindicações de Henrique ao ducado da Baviera. Eles se casaram em 937 ou 940. Como irmão de Otão I, Henrique era filho de Henrique I da Germânia e de Matilde de Ringelheim. Através dessa aliança matrimonial entre as dinastias Leopoldina e Otoniana, o ducado passou a fazer parte do Reino da Germânia, e a descendência de Judite ajudaria a reconhecer o governo do marido. Após a morte de Bertoldo, em 947, o marido de Judite foi instalado por Otão como o novo duque. Segundo o cronista saxão, Viduquindo de Corvey, tal arranjo aconteceu como resultado de três fatores: o convencimento e intercessão da rainha Matilde com o filho, Otão I, para se reconciliar com o irmão, Henrique, em segundo lugar, a morte de Bertoldo, e, por fim, não apenas os fortes laços familiares da Baviera que Judite possuía, mas também o fato de que ela era "distinta por sua beleza, e excepcional por sua inteligência (prudentia)".
Judite permaneceu leal ao marido, mesmo quando ele foi temporariamente expulso pelos nobres bávaros durante a revolta do sobrinho, Liudolfo da Suábia. O casal teve cinco filhos. 
Após a morte de Henrique, em 955, Judite passou a atuar como regente em nome do filho, Henrique II, que ainda era menor de idade. Ela provou ser uma governante eficaz sobre os vastos territórios da Baviera ao casar a filha, Edviges, com Burcardo III, Duque da Suábia. Também arranjou o casamento entre Henrique II e Gisela da Borgonha, o que possibilitou uma aliança estável entre os ducados do Sul da Alemanha e o Reino de Arles. A duquesa viúva também promoveu boas relações com a dinastia Otoniana e com a imperatriz Adelaide da Itália, esposa de Otão I. 
Após ficar viúva, a duquesa foi suspeita de ter um relacionamento com Abraham, bispo de Freising, porém, foi exonerada pelo bispo, que mais tarde cantou a missa no seu enterro. Ela e o bispo tinham sido nomeados como guardiães do filho dela por Otão I.
Judite fez uma peregrinação até Jerusalém no ano de 970, e, ao retornar em 973, testemunhou a rebelião do filho e sua deposição pelo imperador Otão II. Ela foi aprisionada devido a isso, e obrigada a entrar para a Abadia de Niedermünste, em Ratisbona, onde foi enterrada ao lado do marido. As relíquias que a duquesa trouxe da Terra Santa foram doadas a Niedermünster.

## Descendência
- Gerberga II, Abadessa de Gandersheim (940 – 13 ou 14 de novembro de 1001), serviu como abadessa de 956 a 1001, e foi tutora de Rosvita de Gandersheim, a primeira poetisa alemã da História;
- Edviges (m. 26 de julho de 994), esposa de Burcardo III, Duque da Suábia, mas não teve filhos. Foi mecenas da Abadia de São Jorge, em Stein am Rhein, na Suíça;
- Henrique II da Baviera (951 – 28 de agosto de 955), sucessor do pai. Foi marido de Gisela da Borgonha, com quem teve quatro filhos;
- Bruno (m. após 22 de julho de 976);
- Poppo.